# Malcolmia
Malcolmia es un género de plantas de la familia Brassicaceae con 35 especies. Especies de este género son nativas de Europa y África. Comprende 106 especies descritas y de estas, solo 29 aceptadas.
Varias especies se cultivan por sus flores como planta ornamental, incluida (Malcolmia maritima). 

## Descripción
Son hierbas anuales, rara vez bianuales, erectas a extendidas, por lo general peludas (a menudo escabrosas o strigosas) con pelos simples y ramificados, raramente glabras. Las hojas oblanceoladas o elípticas, profundamente pinnatífidas, sésiles. Las inflorescencias en racimos a menudo laxos. Flores pequeñas y grandes, de color blanco, rosado a violáceo; pedicelos cortos y gruesos en la fruta. Sépalos erectos. Pétalos ligeramente a   4 veces más largos que los sépalos, lineares a oblanceolados. El fruto es de una silicua lineal, ± cilíndrica o subcilíndrica, bilocular, dehiscentes (a menudo tardíamente), válvas  algo rígidas, pilosas a glabraa, con una nervadura central clara; tabique submembranoso no veteado, semillas de 1-2  anchas, oblongas, no aladas.

## Taxonomía
El género fue descrito por William Townsend Aiton y publicado en  Hortus Kewensis; or, a Catalogue of the Plants Cultivated in the Royal Botanic Garden at Kew. London (2nd ed.) 4: 121. 1812.
Etimología
Malcolmia: nombre genérico otorgado en honor de  William Malcolm († 1798), jardinero y viverista en Kennington (Inglaterra) o, quizá, su sobrino William Malcolm (1769?-1835), director del vivero de Kensington Gardens (Inglaterra).

## Especies
- Malcolmia arenaria
- Malcolmia behboudiana
- Malcolmia boissieriana
- Malcolmia cabulica
- Malcolmia chia
- Malcolmia circinnata
- Malcolmia doumetiana
- Malcolmia flexuosa
- Malcolmia graeca
- Malcolmia grandiflora
- Malcolmia hispida
- Malcolmia hyrcanica
- Malcolmia intermedia
- Malcolmia karelinii
- Malcolmia komarovii
- Malcolmia littorea
- Malcolmia longipetala
- Malcolmia macrocalyx
- Malcolmia malacotricha
- Malcolmia malcolmioides
- Malcolmia maritima
- Malcolmia orsiniana
- Malcolmia ramosissima
- Malcolmia scorpioides
- Malcolmia spryginioides
- Malcolmia strigosa
- Malcolmia tadshikistanica
- Malcolmia tenuissima
- Malcolmia toppinii
- Malcolmia triloba
- Malcolmia turkestanica